# Иоанн де Гарландия (филолог)
Иоа́нн де Гарла́ндия (лат. Johannes de Garlandia, англ. John of Garland), также Иоа́нн Англи́йский (лат. Johannes Anglicus; около 1180, Англия — не ранее 1258) — английский филолог, поэт и педагог. Несмотря на то, что бо́льшую часть жизни он провёл во Франции, его труды имели хождение прежде всего в Англии.

## Биография
Родился в Англии. Учился в Оксфордском университете вместе с Иоанном Лондонским. Около 1202 года переехал во Францию, где провёл значительную часть своей жизни. Учился в Парижском университете. Примерно с 1229 года преподавал грамматику и изящную словесность в Тулузском университете, а примерно с 1232 года — в Парижском.
Для людей Ренессанса Иоанн был примером схоластического отношения к литературе. Эразм Роттердамский часто саркастически упоминал его, размышляя о средневековых педагогических методах.
Некоторые исследователи полагают, что этот филолог и французский теоретик музыки с тем же именем — одно и то же лицо.

## Имя
В одном из своих сочинений, Exempla honestae vitae, он объясняет происхождение используемого им имени, поясняя, что оно происходит от названия расположенной недалеко от университета парижской улицы Гарланд (фр. rue Garlande, современная улица Галанд).

## Сочинения
Автор многочисленных трудов, в том числе:
- Epithalamium Beatae Virginis Mariae («Свадебная песнь блаженной Девы Марии») — написана вскоре после окончания Альбигойского крестового похода, то есть около 1229 года, и посвящена кардиналу Роману Бонавентуре в надежде, что тот сможет привести к «истиной вере» жителей Лангедока.
- De triumphis Ecclesiae («О триумфах церкви») — написана примерно в то же время. Эпическая поэзия, посвящённая Крестовым походам и победам над «еретиками».
- Parisiana poetria («Парижская поэтика») — между 1218 и 1249. Учебник по всем видам поэтического искусства, включая ритмический и метрический стихи.
- Integumenta Ovidii («Покровы Овидия») — толкование «Метаморфоз» Овидия.
- Morale scolarium («Школа нравов») — дидактическое сочинение, описывающее широкий круг тем; от взаимоотношений светской и церковной власти до правил поведения за столом.
- Accentuarium («Акцентуарий»; от accentum — «ударение») — написанная гекзаметром поэма, состоящая из 1426 стихов.
- Carmen de Ecclesia («Церковная песнь») — литургическая поэма, посвящённая смерти лондонского епископа Фалка Бассета[англ.], епископа Лондона.
- Distigium или Cornutus («Рогоносец») — сочинение из 42 собранных попарно написанных гекзаметром стихотворных строчек, облегчающих запоминание латинских и латинизированных греческих слов.
- Dictionarius cum commento («Словарь с комментарием») — стихотворный словарь и пособие по грамматике.
- Æquivoca («Неоднозначности») — стихотворный список латинских омонимов.
- Exempla honestae vitae («Пример честной жизни») — трактат о риторике.
- Compendium grammatice («Основы грамматики»)
- Liber de constructionibus («Книга о [грамматических] конструкциях»)